# Atlantic-Rhederei F. & W. Joch
Die Atlantic-Rhederei F. & W. Joch war ein Hamburger Schifffahrtsunternehmen. Die 1919 gegründete Reederei bestand bis 2001.

## Geschichte

### Gründungszeit
Das Unternehmen wurde zu Beginn des Jahres 1919 als Atlantic-Rhederei GmbH von den beiden Marineoffizieren Friedrich Joch und Georg von Wilamowitz-Moellendorff zusammen mit den beiden Handelsschiffsoffizieren Friedrich Frobeen und Christiano Bauscher gegründet. Alle vier waren nach dem Ende des Ersten Weltkriegs aus der Kaiserlichen Marine ausgeschieden und suchten nach einer neuen Beschäftigung. Am 27. Januar des Jahres erwarb man in Oldersum das erste Schiff, den Dreimastschoner Hans und im Mai kam ein weiterer Segler, die Gertrud hinzu. 1920 wurden bereits zehn Segelschiffe als Korrespondenzreeder betreut und das Unternehmen arbeitete zusätzlich als Schiffsmakler. Am 27. Januar 1922 trat der Bruder des Gründers, Walter Joch in die Reederei ein. Nach dem Verlust der Gertrud Ende 1919 und dem Verlust der Hans im Dezember 1923 erwarb die Atlantic-Rhederei keine weiteren Segler mehr.

### Expansion und Zweiter Weltkrieg
Auf die Initiative von Friedrich Joch hin setzte die Marinedienststelle in Hamburg die beiden kleinen Tankdampfer Wollin und Börsen sowie die Leichter Oder und Weser unter Bereederung der Atlantic-Rhederei in Fahrt. Zusammen mit John T. Essberger gründete Friedrich Joch am 23. Dezember 1924 die Atlantic-Tank-Rhederei, die ab April 1928 von Essberger alleine weitergeführt wurde. Im selben Jahr schieden die Gründungsmitglieder Frobeen und Bauscher aus der Gesellschaft aus, die danach in eine offene Handelsgesellschaft umgewandelt und in Atlantic-Rhederei F. & W. Joch umbenannt wurde. Da Friedrich Joch seine Bindung zur Atlantic-Tank-Rhederei gelöst hatte, übernahm er zusammen mit Otto Stürken und Heinrich Günther die 1927 durch Rudolf-August Oetker, Albert Oetker und Richard Kaselowsky gegründete Hansa-Tank-Reederei GmbH, wobei die Atlantic-Rhederei als Korrespondenzreeder auftrat. Durch die Tätigkeit im Befrachtungsgeschäft und Schiffsan- und -verkäufe baute das Unternehmen gute Beziehungen zu den Werften D. W. Kremer in Elmshorn und Lindenau in Memel auf. Von letzterer erwarben die Jochs 1936 für die Hansa-Tank-Reederei ein Kasko, dass als Passagierschiff Admiral fertiggestellt wurde. Die Admiral setzte man auf der Route Hamburg-Helgoland und zwischen Cuxhaven und Amrum ein, verkaufte sie aber wegen der eingefahrenen Verluste schon 1937 an die Kriegsmarine. Am 20. Mai 1938 gründeten die Gebrüder Joch die Walter Joch & Co. KG und wickelten darüber das Schiffsmakler-, Befrachtungs- und Schiffsverkaufsgeschäft ab. Mit der Hansa-Tank-Reederei übernahmen die Jochs den Tanker Winnetou und gaben bei D. W. Kremer den Tankerneubau Unkas in Auftrag, womit eine bis zur Auflösung der Reederei beibehaltene Tradition begründet wurde, den Schiffe nach Indianerstämmen oder indianischen Figuren zu benennen. Bis zum Beginn des Zweiten Weltkrieges gab die Reederei weitere Tanker in Auftrag, die aber nicht alle abgeliefert wurden. Das Unternehmen besaß bei Kriegsbeginn 1939 acht Tanker mit einer Gesamtvermessung von 20.580 BRT und erlitt durch den Krieg mehrere Schiffsverluste. Als Reaktion auf die Kriegsumstände beschäftigte sich die Atlantic-Rhederei mit der Binnenschifffahrt und dem Tanklagergeschäft.

### Erneuter Aufbau in der Nachkriegszeit

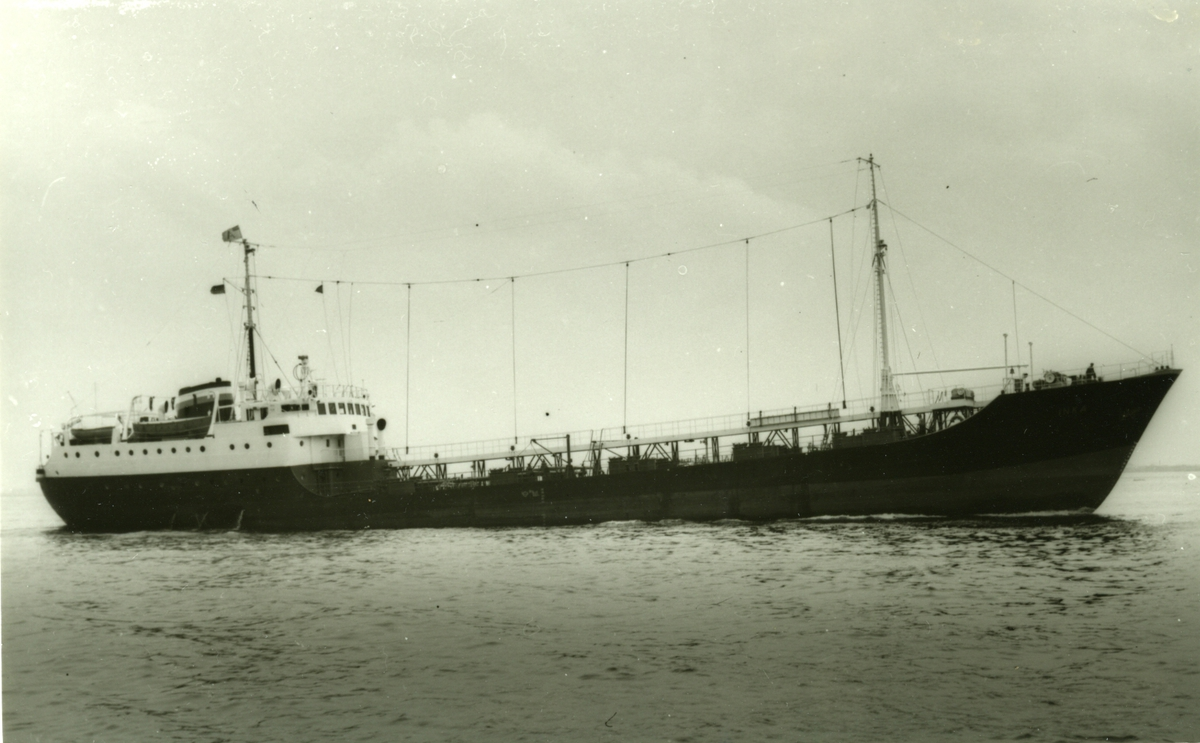
Die Inka der Atlantic-Rhederei, gebaut 1952 als Rheinland auf der Norderwerft

Nach dem Ende der Kriegshandlungen trennten sich die Brüder Joch, Friedrich Joch schied 1950 aus der gemeinsamen Reederei aus und wanderte mit seiner Familie in die Vereinigten Staaten aus, während Walter Joch zunächst mit dem Wiederaufbau der Schiffsmaklerei und später der Reederei begann. Nachdem sich Walter Joch schon 1950 und 1953 jeweils zur Hälfte an den neu gegründeten Binnentanker-Reedereien Tanker Company Neuß und Vereinigte Partenreederei Neuß-Hamburg beteiligt hatte, gab er neue seegängige Tanker bei Kremer und Lindenau in Bau. 1955 verfügte die Reederei wieder über vier Schiffe mit 9944 BRT. Da Walter Joch keine Erben hatte, leitete er in den 1960er Jahren eine Übernahme der Atlantic-Reederei durch das Schleppunternehmen Petersen & Alpers ein, die 1965 abgeschlossen wurde. 1968 liquidierte man auf gemeinsamen Beschluss der Gebrüder Joch und Heinrich Günther die Hansa-Tank-Reederei. Im selben Jahr wurden zwölf Tanker mit 11.522 BRT und 18.862 Tonnen Tragfähigkeit durch die Atlantic-Rhederei betrieben.

### Die letzten Jahrzehnte bis zur Schließung der Reederei
Das Unternehmen bereederte zeitweise eine Flotte von über 20 Küstentankern. In den Jahren 1987 bis 1992 wurden alle Schiffe ausgeflaggt und 1993 gliederte das Unternehmen als letzte deutsche Tramptankreederei seine reedereieigene Bemannung an Columbia Shipmanagement aus. 1996 gründete man mit der Muttergesellschaft Petersen & Alpers die Towage & Marine Assistance, um Schiffsassistenzdienst in Klaipėda und der Ostsee anzubieten. Zum Ende des Jahres 2000 gab die Atlantic-Rhederei ihren Betrieb wegen ungenügender Charterraten auf und veräußerte bis 2001 die verbleibende Tankerflotte von fünf Produkten- und Chemikalientanker. Am 28. Juni 2002 wurde das Unternehmen aus dem Handelsregister gelöscht.